# Карл II Пфальцский
Карл II Пфальцский (нем. Karl II. von der Pfalz; 31 марта 1651, Гейдельберг, Курпфальц — 26 мая 1685, там же) — курфюрст Пфальца в 1680—1685 годах. Последний представитель пфальц-зиммернской ветви династии Виттельсбахов.

## Биография
Карл II родился 31 марта 1651 года в Гейдельберге и стал единственным сыном курфюрста Пфальца Карла I Людвига и его жены Шарлотты Гессен-Кассельской. Его младшей сестрой была Елизавета Шарлотта, жена Филиппа Орлеанского. Родители позже расстались, и мать Карла уехала на родину, в Кассель (1657).
В семье Карла звали «Карелли» («Carellie»). Он рос болезненным, слабохарактерным и чувствительным ребёнком, к тому же тяжело переносил разлуку с матерью. Учили Карла известные интеллектуалы Иезекииль Спанхейм и Самуэль фон Пуфендорф. В 1670 году принц совершил образовательное путешествие по Франции и Швейцарии, после чего отец женил его на Вильгельмине Эрнестине, дочери короля Дании Фредерика III (30 сентября 1671). Этот брак оказался несчастливым: супруги не подходили друг другу, к тому же у них не было детей. Бездетность пары подтолкнула Карла Людвига в 1677 году к попытке расторгнуть брак, чтобы жениться снова и получить нового наследника, но жена этого не позволила.
Отношения между отцом и сыном в течение 1670-х годов окончательно испортились. Карл тяжело переносил упрёки отца, связанные с отсутствием детей, он не любил придворный церемониал, который имел большое значение для курфюрста. Стремясь к самостоятельности, принц хотел стать военным либо получить пост губернатора, но сталкивался с сопротивлением отца. В 1680 году, когда в Пфальц вторглись французские войска, Карл отправился в Англию, чтобы договориться о союзе со своим кузеном, королём Карлом II. Эта миссия закончилась неудачей, но принц получил орден Подвязки и почётную степень доктора медицины в Оксфорде. Находясь в Англии, он узнал о смерти отца.
Став курфюрстом, Карл немедленно отдалил от двора всех советников отца и своих единокровных братьев (сыновей Карла Людвига от любовницы). Его правление было в целом неудачным. Карл был ярым кальвинистом и притеснял лютеран, хотя к этому вероисповеданию принадлежала в том числе и его жена; из-за своей расточительности он испытывал серьёзные финансовые трудности, с которыми не мог справиться, даже повышая налоги. Кроме того, ему пришлось уступить Франции Гермерсхайм.
У Карла не было детей, так что после него Пфальц должен был перейти к католической ветви Виттельсбахов, Пфальц-Нейбургам. Карлу удалось договориться со своим наследником о компромиссе в религиозных вопросах, но после его смерти претензии на Пфальц предъявил король Франции Людовик XIV, действовавший от имени детей Елизаветы Шарлотты. Эти претензии стали поводом для Войны Аугсбургской лиги.